# Ayoub Tabet
Ayoub Tabet (àrab: أيوب تابت, Ayyūb Tābit) (Beirut, 1884-?, 1951) fou un home d'estat libanès de religió protestant.

## Biografia
Va ser primer ministre per primer cop el 30 de gener de 1936, nomenat pel president Émile Eddé; el govern va durar més d'onze mesos i el 5 de gener de 1937 va dimitir per donar pas al primer primer ministre musulmà sunnita, Khayreddin al-Ahdab.
Després de diversos aldarulls i agitació, i sota pressió de l'enviat britànic Spears, França va acordar retornar al règim constitucional amb eleccions. La nit del 18 al 19 de març de 1943 Alfred Georges Naccache, el president profrancès que s'oposava a les eleccions (que podien guanyar els partidaris de la independència aliats als musulmans) va dimitir i el dia 19 Ayoub Tabet, que tenia la confiança dels britànics, fou designat president i poc després (22 de març) també primer ministre, per l'alt comissionat general Georges Catroux, amb l'encàrrec de preparar al país per a les eleccions legislatives.
El juny va emetre dos decrets, que establien la proporció de diputats al nou parlament (sense seguir la proporció aconsellada pels britànics de 6 cristians/5 musulmans) que serien 32 cristians i 22 musulmans (abans 22/20 i més abans 14/11); Tabet va al·legar que l'ampliació de representació dels cristians era deguda a que s'havia inclòs als cristians refugiats d'altres llocs que havien demanat la nacionalitat el 1924 i 1937. També es va donar el dret de vot per correu als libanesos emigrats que havien conservat la seva nacionalitat (els emigrats totals eren de 67.450 dels quals 55.300 eren cristians). Els líders musulmans que havien renunciat a reclamar la reincorporació a Síria a canvi d'una representació justa, es van considerar enganyat i van començar a provocar agitació; els líders musulmans van amenaçar amb renunciar a la seva adhesió al Líban. També fou molt debatut el dret de vot pels emigrants i qui tenia dret de vot.
El 7 de juliol el cap del partit Kataeb (Falange Libanesa) va donar suport als decrets de Tabet. Els líders musulmans van demanar ajut a Iraq i Egipte. Es van iniciar converses i França va oferir canviar la proporció a 29 cristians i 24 musulmans però els cristians liderats pel patriarca Arida s'hi van oposar i van amenaçar amb boicotejar les eleccions. Es va iniciar una nova ronda de converses amb intervenció del enviat britànic coronel Spears i finalment el nou alt comissionat Jean Helleu va demanar la dimissió de Tabet i el va substituir per Petro Trad (21 de juliol de 1943); el mateix Trad va assolir les funcions de primer ministre vacants l'1 d'agost següent.
Tabet fou secretari del "Moviment de Reforma de Beirut" en el qual hi havia Salim Ali Salam i Petro Trad com els seus oficials executius.